# Non c'è pace per Basile
Non c'è pace per Basile (Pas de repos pour les braves) è un film del 2003 scritto e diretto da Alain Guiraudie, al suo primo lungometraggio.

## Trama
Il giovane Basile riceve in sogno la visita del misterioso Faftao-Laoupo, che gli preannuncia che morirà la prossima volta che si addormenterà. A Basile si uniscono il coetaneo Igor e il giornalista Johnny Got, interessati alla sua storia.

## Produzione
Il film è stato girato in otto settimane con un budget di oltre 2 milioni di euro.

## Distribuzione
Il film è stato presentato in anteprima il 20 maggio 2003 alla Quinzaine des réalisateurs del 56º Festival di Cannes, venendo dunque distribuito nelle sale cinematografiche francesi a partire dal 12 novembre dello stesso anno. È stato poi distribuito nelle sale cinematografiche italiane da Sharada Distribuzione a partire dal 27 ottobre 2005.

## Accoglienza
Il film è stato un flop, totalizzando 13 709 spettatori al botteghino francese, meno del precedente film del regista, Ce vieux rêve qui bouge (2001), che era un mediometraggio. Anche la critica si è mostrata tiepida, ad eccezione di Gérard Lefort di Libération, che l'ha stroncato senza appello, lamentandone la disomogeneità e l'essere chiuso nei propri tic nonostante l'etichetta di "cinema libero". Guiraudie due anni dopo avrebbe ammesso che si trattava di critiche fondate, dichiarando: «lì per lì stai male, ma poi ti rendi conto che hanno ragione [...] Questa libertà decantata da tutti al tempo di Ce vieux rêve qui bouge, cosa ne ho fatto? [...] Ho deluso l'industria e la critica. Ma da parte del mio entourage o della critica, non ci sono state critiche costruttive che me lo facessero notare prima. Venivo trattato coi guanti».